# Bassenge
Bassenge (neerlandês: Bitsingen) é um município da Bélgica localizado no distrito de Liège, província de Liège, região da Valônia.